# Gurlainabrücke

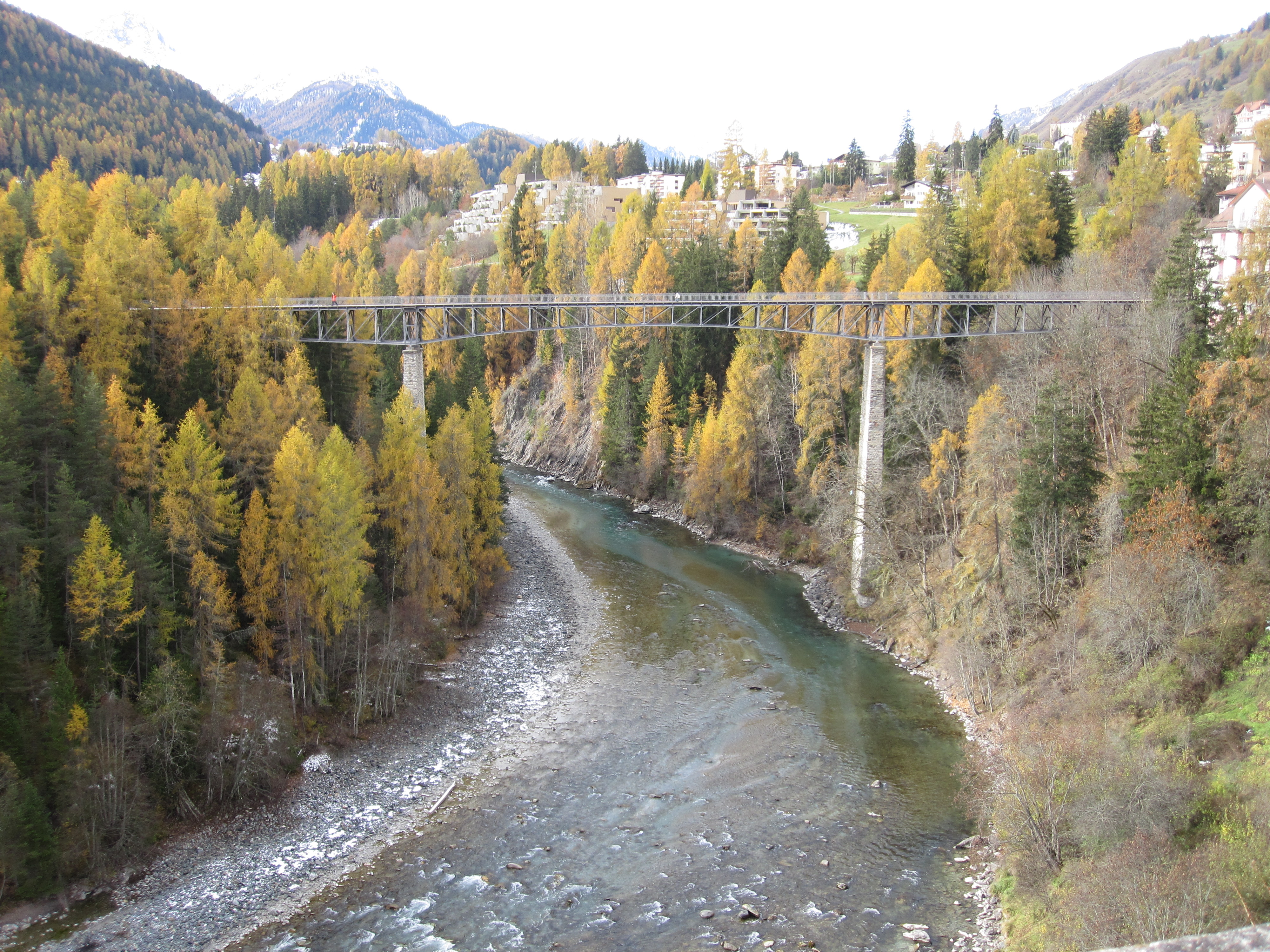
Gurlainabrücke, von der reformierten Dorfkirche her gesehen

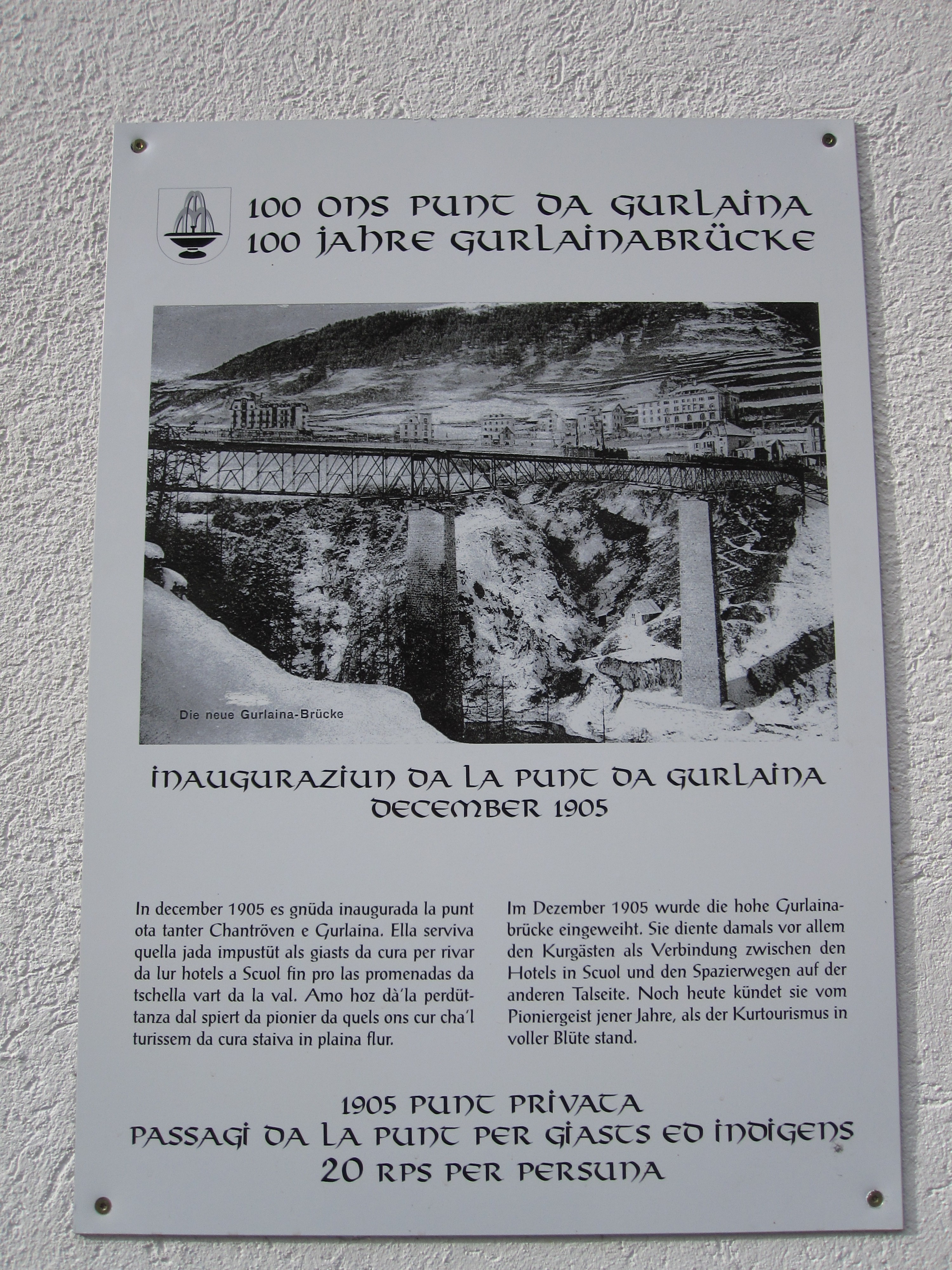
Zweisprachige Informationstafel der Kommune Scuol

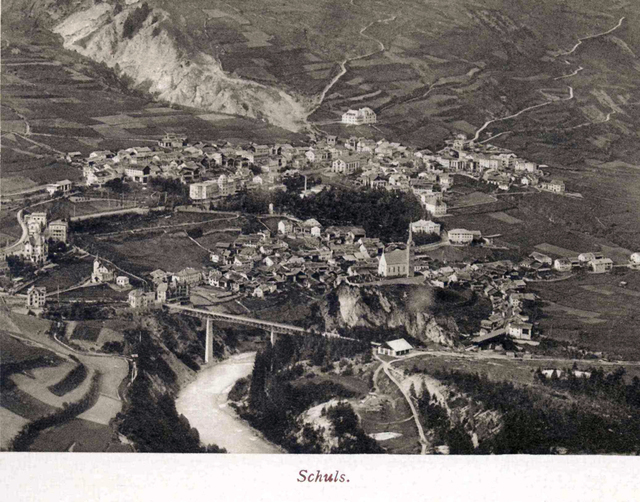
Die Gurlainabrücke auf einem historischen Foto des damaligen Schuls

Die Gurlainabrücke (rätoromanisch im Idiom ValladerPunt da Gurlainaⓘ) ist eine dem Langsamverkehr vorbehaltene Hochbrücke im Unterengadiner Hauptort Scuol und zugleich eines der Wahrzeichen desselben. 
Die Brücke ruht als Stahlkonstruktion auf zwei mit Sichtmauerwerk verkleideten Betonpfeilern. Gedeckt ist sie mit Holzplanken. Sie erstreckt sich von Nordwesten nach Südosten vom Quartier Chantröven über den Inn hinüber zu dem namensgebenden Waldstück Gurlaina und dem dortigen Campingplatz. Sie dient als wichtige Fußgängerverbindung zwischen Scuol und Vulpera und dient Wanderern als Zugang in die Clemgia-Schlucht.
Die von Bosshard & Cie. in Näfels erbaute 150 Meter lange Brücke, welche sich 35 Meter über dem Inn erhebt, wurde als ein Gelenkträger mit drei Öffnungen und variabler Fachwerkhöhe erbaut. Das eingehängte Mittelstück mit gebogener unterer Gurtung ist 36 Meter lang und 460 Zentner schwer. Das Mittelstück wurde auf einer Notbrücke direkt über dem Wasserniveau montiert, dann am 7. Oktober 1905 an Stahldrahtseilen aufgezogen und in die vorher montierten Seitenstücke eingehängt.
Eingeweiht wurde die Gurlainabrücke am 17. Dezember 1905 mit Festzügen aus dem S-charl-Tal und aus Scuol, welche sich in der Mitte der Brücke trafen. Die Brücke war Ausdruck der Blüte der Scuoler Hotellerie in den Jahren vor dem Ersten Weltkrieg. Die Engadiner Post beschrieb die Brücke am 13. Dezember 1905 folgendermaßen: „Es ist ein ebenso eleganter als kühner Bau und wird nicht nur grosse Bequemlichkeiten bieten, sondern eine der ersten Sehenswürdigkeiten der ganzen Gegend bilden.“ Privatpersonen hatten in der Anfangszeit eine Benutzungsgebühr von 20 Rappen zu entrichten.
Im April 2020 wurde eine Sanierung der Brücke begonnen, welche jedoch aufgrund der vorgefundenen Schäden unterbrochen wurde. Für die Zukunft der Brücke sieht die Gemeinde Scuol vier Varianten vor: Variante 1 umfasst eine grundlegende Sanierung, dazu müssten die drei stählernen Brückenteile mit einem Spezialkran demontiert werden und in Gurlaina instand gestellt werden. Variante 2 besteht aus einer neuen Brücke auf den alten Fundamenten. Variante 3 sieht einen Abriss der Brücke vor, während Variante 4 wie Variante 1 eine Sanierung vorsieht, hierbei würde die Brücke jedoch schmaler gemacht.
Koordinaten: 46° 47′ 37,6″ N, 10° 17′ 48,7″ O; CH1903: 818175 / 186488